# Fortuynia arabica
Fortuynia arabica is een mijtensoort uit de familie van de Fortuyniidae. De wetenschappelijke naam van de soort is voor het eerst geldig gepubliceerd in 2009 door Bayartogtokh, Chatterjee & Ingole.